# Mastigonodesmus hirsutus
Mastigonodesmus hirsutus är en mångfotingart som beskrevs av Ribaut 1949. Mastigonodesmus hirsutus ingår i släktet Mastigonodesmus och familjen plattdubbelfotingar. Inga underarter finns listade i Catalogue of Life.